# Asdrúbal Oliveros
Asdrúbal Oliveros es un economista venezolano, actualmente socio y director de la consultora económica Ecoanalítica, una empresa especializada en consultoría económica y financiera con sede en Caracas.

## Educación
Asdrúbal Oliveros se graduó como economista en la Universidad Central de Venezuela (UCV) y posteriormente estudió Programa Avanzado de Gerencia (PAG) del Instituto de Estudios Superiores de Administración (IESA), en Caracas. También se especializó en valoración y evaluación de empresas en el Instituto Tecnológico y de Estudios Superiores de Monterrey, en México.

## Carrera
Asdrúbal fue economista senior de Santander Investment en Caracas durante cinco años y por cinco años consecutivos obtuvo el premio al mejor Team de las revistas Latin Finance e Institucional Investor. También ha sido profesor en la Universidad Central de Venezuela y en la Universidad Católica Andrés Bello (UCAB), al igual que en conferencista Bogotá, Nueva York y Londres. Ha integrado el comité editorial sobre economía del periódico El Nacional, el comité asesor de Consecomercio, y ha sido articulista para el portal web Prodavinci. Actualmente es director de la consultora económica Ecoanalítica.
En 2017 formó parte de la comisión de representantes de sociedad civil que se reunieron con el gobierno de Nicolás Maduro en República Dominicana para negociar mejores condiciones electorales, la apertura de un canal humanitario y la liberación de los presos políticos en el país.